# Miguel de Muesas
Miguel de Muesas (1715, Extremadura, Espanya - ?) va ser un militar espanyol que va ocupar els càrrecs de Tinent Governador de Santiago de Cuba i governador i Capità General de Puerto Rico entre 1769 i 1776. Va tenir una destacada participació militar en el desenvolupament de fortaleses, aportació d'armes i en l'augment de soldats per defensar Santiago de Cuba dels atacs britànics, aconseguint notables ascensos militars i el nomenament de governador de Puerto Rico. És especialment conegut per la fundació de diverses localitats i del Directori General d'aquest últim arxipèlag.

## Biografia
Miguel de Muesas va néixer a Extremadura, Espanya, en 1715. En la seva adolescència, va entrar com a cadet en el regiment d'infanteria de Granada, en 1735. Integrat en el primer batalló, en 1741 va ser enviat a la Savoia, França i, segons Altagracia Ortiz, en 1742, és nomenat segon tinent i incorporat al regiment d'infanteria d'Aragó –si bé, el Comte de Clonard creia que en realitat va entrar en el batalló en 1745-. Així, va participar en la campanya d'Itàlia, on es convertiria en ajudant de camp del general Francisco Pinateli. Va aconseguir el títol de capità en 1746, sent incorporat al Regiment d'Infanteria de Sòria. En 1749, després de la signatura dels protocols de pau, Espanya va retirar les seves tropes d'Itàlia i el regiment va ser enviat a Cadis, per prestar servei de guarnició allí. El 5 de juny de 1756 va ser nomenat Comandant i Castellà del Morro de Santiago de Cuba, perquè protegís aquest lloc defensiu. Així, amb 41 anys, ell viatja amb la seva esposa, Josefa Bernaz i Ferrer, i els seus dos fills menors, a Cuba.

### Activitat militar a Cuba
Per tractar de fer front a la invasió britànica, va convocar una junta deliberativa per als oficials de tots els cossos que anessin destacats en la guarnició,. A més, per tractar d'impedir el desembarcament britànic en Cavañas, Aguadores, Juraguazito i Juraguá, va exigir la creació d'esplanades artilladas en aquests llocs, així com augmentar les guàrdies, introduint tropes regulars i milícies locals, prou preparades per actuar coordinadament i així poder dirigir-se ràpidament a la seva destinació. A més, havia de defensar la jurisdicció gobernativa, i augmentar el nombre de tropes i guarnició en Baracoa, amb els oficials corresponents que estiguessin disponibles, ja que era escala de naus procedents d'Europa.
A causa que la guarnició la jurisdicció de la plaça de Santiago eren massa reduïda per poder defensar-les totalment dels atacs britànics, Muesas va aconsellar a la Junta de Guerra que demanés a l'esquadra de la badia, la inclusió d'uns 120 o 130 soldats a la plaça, el castell del Morro i els voltants, per reforçar les defenses de Baracoa i Bayamo. També va sol·licitar artilleros navals per usar-los en el Morro i els llocs costaners avançats.
A més, per assegurar-se de la impossibilitat dels atacs britànics, i que aquests aconseguissin escombrar hipotèticament les defenses artilleras avançades amb la seva maquinària naval, va pensar en una retirada escalonada davant el desembarcament. Amb les seves polítiques militars, en cas d'un desembarcament anglès a Santiago de Cuba, aquests no podrien entrar a l'illa, la qual cosa possibilitava el manteniment intacte de les fortaleses i el port, que seguirien en mans dels defensors, mentre es donava temps a l'arribada de tropes i milícies de la resta de l'illa.
Muesas també va sol·licitar al governador uns 200 homes per a la realització d'obres de fortificació, així com oficials especialitzats en aquest tipus d'obres, per supervisar-les, per tenir al més aviat possible les fortaleses portuàries que servissin de defensa a l'illa, tant pel seu front marítim com pels seus flancs terrestres, incorporant, si era necessari, uns 30 canons més.
A més, va creure necessari la incorporació d'unes 2000 tropes atrinxerades en les bateries i fajinas i perdonar i alliberar els presos, empresonats per delictes, per reforçar les columnes volants, amb la finalitat de protegir la part terrestre de les fortaleses. Muesas creia que aquestes persones, ben dirigides, podrien resistir una tropa de 10 o 12 mil militars britànics.
D'aquesta forma, Muesas va aconseguir ascendir al càrrec de coronel. En 1766 va ser nomenat també tinent-governador de la plaça de Santiago de Cuba, ja que va exercir fins a 1768. El 24 de febrer de 1769, va ser nomenat, a causa dels seus mèrits en l'exèrcit, governador i Capità general de Puerto Rico en substitució de José Trentor i, després de conèixer la notícia del seu nomenament el 29 d'abril d'aquest any, viatja amb la seva família a Puerto Rico el 27 de maig de 1769, ocupant el càrrec en 1770. Quan tenia 54 anys, ja amb el títol de coronel dels Reals Exèrcits d'Amèrica, va aconseguir el comandament suprem de Puerto Rico.

### Govern a Puerto Rico
La seva política a Puerto Rico va significar el desenvolupament d'algunes millorances en els àmbits educatius, econòmics i de milícies de l'arxipèlag. A més, va solucionar la disputa sorgida entorn de la reforma agrària i va establir un impost per cordes als hatos de pasturatge. D'altra banda, Muesas va finalitzar la construcció del Castell de Sant Cristóbal i va resoldre els problemes de la milícia que es reflectien en l'informe d'O´Reilly. Al llarg del seu govern, també va fundar diverses localitats: Moca, Rincón, Las Vegas, Cayey, Aguadilla i Cabo Rojo. El poble de Guaynabo va ser fundat per ell en 1769. D'altra banda, l'èxode notable d'esclaus d'altres illes del Carib a Puerto Rico, va impulsar que Miguel de Muesas suggerís al rei la fundació d'un poblat en el qual es congreguessin tots els negres lliures, fins i tot els procedents de les actuals Illes Verges Nord-americanes (llavors daneses). El rei va acceptar la proposta i va separar un grup de terres de Riu Pedres per crear una demarcació de la qual poguessin assentar-se els esclaus lliures, els qui van fundar Sant Matero de Crancs (actual Santurce).
No obstant això, segons altres fonts, Muesas no va ser tan «caritatiu» amb els esclaus lliures que es refugiaven a Puerto Rico, doncs els considerava lladres i salteadores de camins. Així, en 1770, va prometre recompensar econòmicament a totes aquelles persones que capturessin un Organisme feral i, a més, tots els esclaus pròfugs vinguts d'altres illes del Carib, després de ser capturats, havien de ser lliurat ràpidament a les autoritats espanyoles de Puerto Rico. També es permetia que anessin copejats si no quedava un altre remei per poder ser capturats i, si l'esclau era protegit per altres persones del archipélago, aquestes serien castigades amb «un any de grillete» i sancionat a pagar una alta quantitat de diners.
Respecte a l'àmbit educatiu, Miguel de Muesas va crear i va divulgar el Directori General per tractar d'eliminar tots els mals i redactar un reglament en el qual s'exposin totes les obligacions d'un Tinent governador, per impulsar que Puerto Rico sempre tingui un bon govern. Durant el seu govern, les famílies havien d'enviar, almenys, 1 de cada 2 fills al col·legi, el qual hauria de romandre en el mateix fins que sabés llegir i escriure. A més, els nens havien d'acudir a aquest centre independentment de la seva raça, sempre que fossin lliures.
Va abandonar el govern de Puerto Rico en 1776, sent reemplaçat per José Dufresne.